# Alessandro Mendini
Alessandro Mendini (Milán, 16 de agosto de 1931-Ib., 18 de febrero de 2019) fue un diseñador industrial y arquitecto italiano. Jugó un papel importante en el desarrollo del estilo del diseño italiano. También trabajó por el lado de su carrera como arquitecto, para las revistas especializadas en diseño y arquitectura Casabella, Modo y Domus.

## Biografía
En los años 1970 fue una de las principales personalidades del movimiento italiano Radical design. En 1979 se unió al Estudio Alchimia como socio, donde trabajó con Ettore Sottsass y Michele De Lucchi.
Como arquitecto diseñó varios edificios, por ejemplo la residencia Alessi en Omegna Italia, el complejo de cines "Teatrino della Bicchieraia" en la ciudad de Tuscan en Arezzo, el museo del foro en Omegna Italia, la torre conmemorativa en Hiroshima en Japón, el Museo Groningen en los Países Bajos y el Casino Arosa en Suiza.
Su diseño siempre estuvo caracterizado por un extraño interés en la mezcla de diferentes culturas y formas de expresión. Ha creado gráfica, mobiliario, diseño de interiores, pinturas, arquitectura y escribió varios artículos, libros, etc. También es renombrado como un miembro entusiasta en el jurado de competencias de diseñadores jóvenes, como la competición DBEW en Corea del Sur o el Braun Prize. Además fue profesor de la Universidad de Milán. Colaboró con Samsung en el diseño del smartwatch Gear S2.
Desarrolló su práctica en Milán, en el Atelier Mendini, junto con su hermano Francesco Mendini.

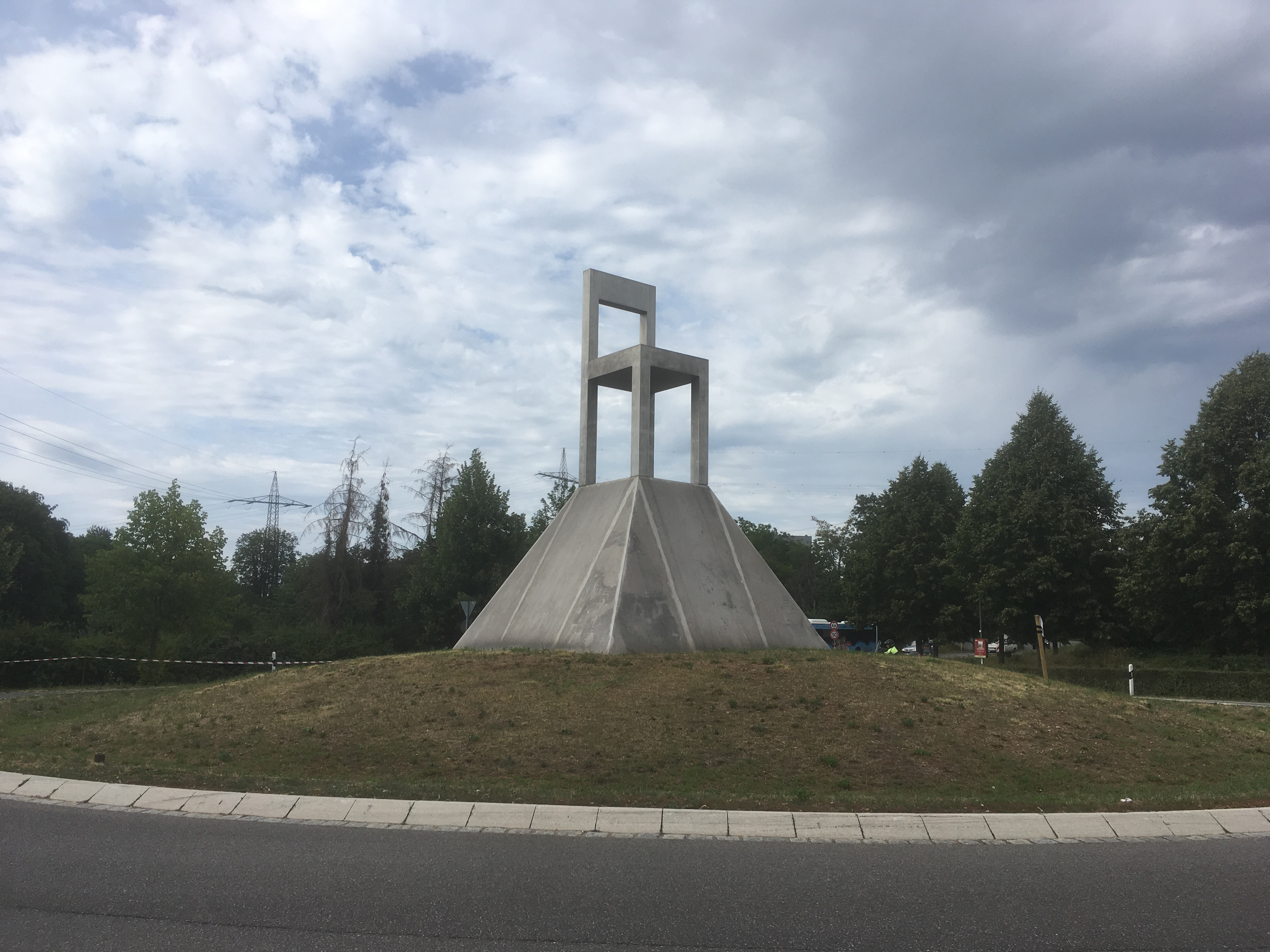
Lassù Chair Monument

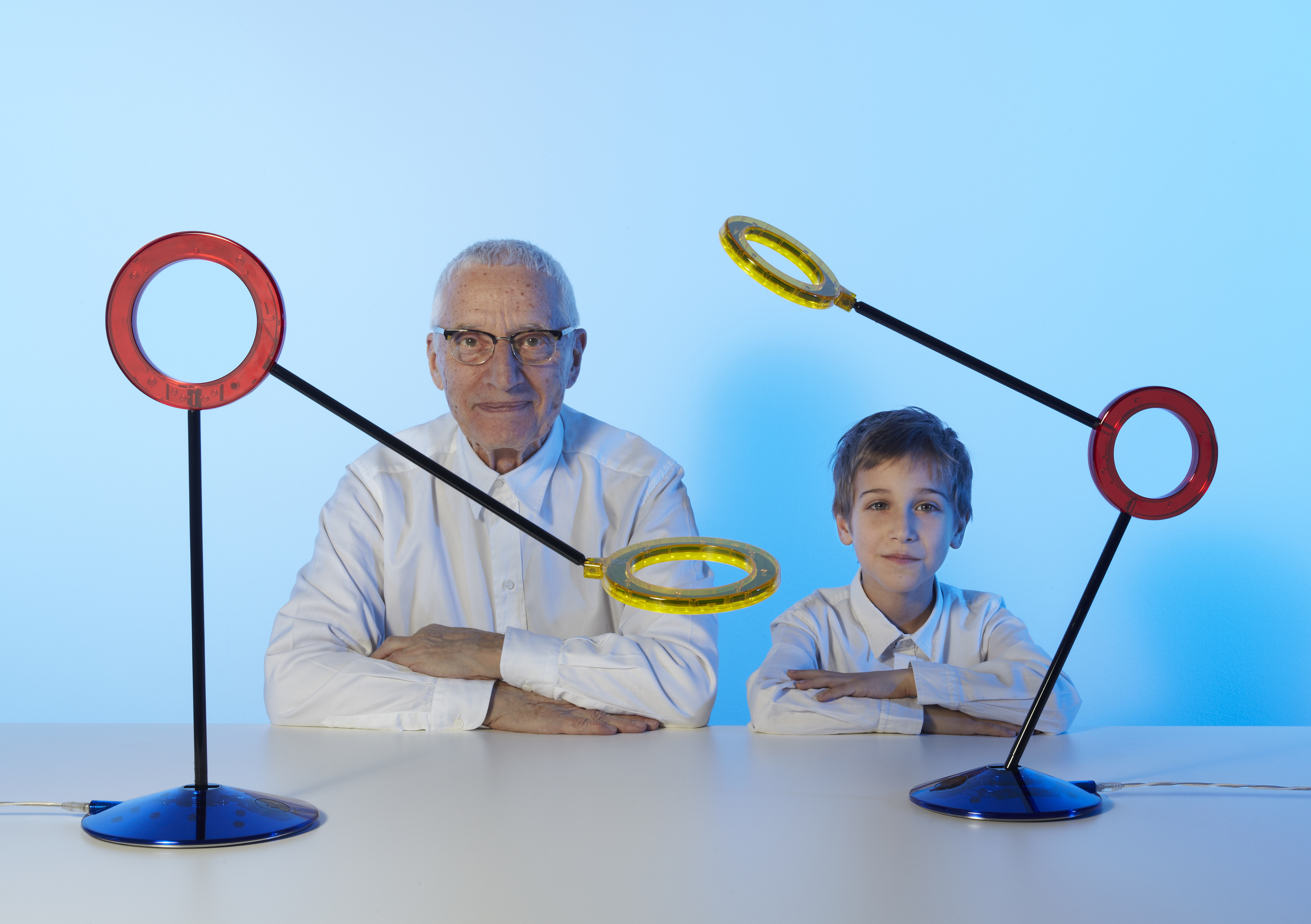
RAMUN amuleto 2010